# Eddie Kramer
Edwin H. "Eddie" Kramer (19 de abril de 1942 en Ciudad del Cabo, Sudáfrica) es un productor e ingeniero musical. Kramer trabajó durante su carrera con artistas y bandas tan representativos como los Beatles, David Bowie, Eric Clapton, Jimi Hendrix, the Kinks, Kiss, Led Zeppelin, Rolling Stones y Carlos Santana.
Kramer ha producido álbumes para una variedad de artistas de todo género, que incluyen a Anthrax, Joe Cocker, Peter Frampton, John Mayall, Mott the Hoople, Carly Simon, the Small Faces, Dionne Warwick y Whitesnake.
También se ha destacado en el campo de la fotografía.

## Producciones destacadas
- 1970: Buzzy Linhart -MUSIC
- 1971: Carly Simon – Carly Simon
- 1971: Jimi Hendrix – Cry of Love
- 1972: NRBQ – Scraps
- 1973: NRBQ – Workshop
- 1973: Stories – About Us
- 1974: Spooky Tooth – Mirror
- 1975: Kiss – Alive!
- 1976: Kiss – Rock and Roll Over
- 1976: Mott – Shouting and Pointing
- 1977: April Wine – Live at the El Mocambo
- 1977: Kiss – Love Gun
- 1977: Kiss – Alive II
- 1977: Angel – On Earth As It Is In Heaven
- 1977: Brownsville Station – Brownsville Station
- 1978: Ace Frehley – Kiss – Ace Frehley
- 1978: Foghat – Stone Blue
- 1981: Michael Stanley – North Coast
- 1982: Peter Frampton – The Art of Control
- 1983: Fastway – Fastway
- 1984: Triumph – Thunder Seven
- 1983: NRBQ – Tapdancin' Bats
- 1985: Alcatrazz – Disturbing the Peace
- 1985: Icon – The Night of the Crime
- 1986: Raven– The Pack Is Back
- 1987: Pretty Maids – Future World
- 1987: Anthrax – Among the Living
- 1987: Ace Frehley – Frehley's Comet
- 1987: Kings of the Sun – Kings of the Sun
- 1987: Loudness – Hurricane Eyes
- 1987: Fastway – Trick or Treat
- 1989: Ace Frehley – Trouble Walkin'
- 1990: Robin Trower – In the Line of Fire
- 1993: Kiss – Alive III
- 1994: Buddy Guy – Slippin' In
- 1995: John McLaughlin – Promise
- 1996: Carl Perkins – Go Cat Go!
- 1996: Buddy Guy – Live: The Real Deal
- 1998: Brian May – Another World
- 2007: Led Zeppelin – Houses of the holy
- 2009: The Everybody – Avatar
- 2010: Claire Stahlecker Band – Never Stop Lovin' You
- 2011: Michael Williams Band – Fire Red
- 2012: Barón Rojo – Tommy Barón
- 2014: American Fiction – Dumb Luck
- 2014: Última Experiencia – Kramer Sessions[6]